# Augusto Caminito
Augusto Caminito (Napoli, 1º luglio 1939 – Napoli, 23 agosto 2020) è stato un produttore cinematografico, sceneggiatore e regista italiano.

## Biografia

### Le produzioni
Iniziò nel 1984 la sua collaborazione con Lucio Fulci: fu produttore di Murderock - Uccide a passo di danza. Dopo due anni fu la volta della commedia di Carlo Verdone Troppo forte.
Nei due anni successivi fu ancora attivo nella commedia, con Rimini Rimini, Rimini Rimini - Un anno dopo e Com'è dura l'avventura. Nel 1991 ha prodotto Paprika, di Tinto Brass, con Debora Caprioglio nel ruolo principale.

### Le regie
La prima regia di Augusto Caminito fu una co-regia del 1972 con Francesco Scardamaglia, per il documentario Maschi e femmine. La seconda regia, del 1988, fu Grandi cacciatori; la terza e ultima regia sarà quella di Nosferatu a Venezia (1988).

## Filmografia parziale

### Regista
- Maschi e femmine, co-regia con Francesco Scardamaglia (1972)
- Grandi cacciatori (1988)
- Nosferatu a Venezia (1988)

### Produttore
- In viaggio con papà, regia di Alberto Sordi (1982)
- Murderock - Uccide a passo di danza, regia di Lucio Fulci (1984)
- Superfantozzi, regia di Neri Parenti (1986)
- Troppo forte, regia di Carlo Verdone (1986)
- Naso di cane, regia di Pasquale Squitieri (1986)
- Meglio baciare un cobra, regia di Massimo Pirri (1986)
- Le miniere del Kilimangiaro regia di Mino Guerrini (1986)
- Roba da ricchi, regia di Sergio Corbucci (1987)
- Rimini Rimini, regia di Sergio Corbucci (1987)
- Rimini, Rimini - Un anno dopo, regia di Bruno Corbucci (1988)
- Ciao ma'..., regia di Giandomenico Curi (1988)
- Ne parliamo lunedì, regia di Luciano Odorisio (1989)
- King of New York, regia di Abel Ferrara (1990)
- Paprika, regia di Tinto Brass (1991)

### Sceneggiatore
- L'ultimo killer, regia di Giuseppe Vari (1967)
- La più grande rapina del West, regia di Maurizio Lucidi (1967)
- Pecos è qui: prega e muori, regia di Maurizio Lucidi (1967)
- Con lui cavalca la morte, regia di Giuseppe Vari (1967)
- I lunghi giorni della vendetta, regia di Florestano Vancini (1967)
- Si muore solo una volta, regia di Giancarlo Romitelli (1967)
- Mister X, regia di Piero Vivarelli (1967)
- Un poker di pistole, regia di Giuseppe Vari (1967)
- Ad ogni costo, regia di Giuliano Montaldo (1967)
- Soldati e capelloni, regia di Ettore Maria Fizzarotti (1967)
- Ognuno per sé, regia di Giorgio Capitani (1968)
- A qualsiasi prezzo, regia di Emilio Miraglia (1968)
- La battaglia del Sinai (Hamisha Yamim B'Sinai), regia di Maurizio Lucidi (1969) - non accreditato
- Barbagia (La società del malessere), regia di Carlo Lizzani (1969)
- La vittima designata, regia di Maurizio Lucidi (1971)
- Blu Gang - E vissero per sempre felici e ammazzati, regia di Luigi Bazzoni (1973)
- La polizia sta a guardare (1973)
- Crescete e moltiplicatevi (1973)
- Società a responsabilità molto limitata, regia di Paolo Bianchini (1973)
- Porgi l'altra guancia, regia di Franco Rossi (1974)
- L'altra metà del cielo, regia di Franco Rossi (1977)
- Il gatto, regia di Luigi Comencini (1977)
- Rock 'n Roll, regia di Vittorio De Sisti (1978)
- Professor Kranz tedesco di Germania, regia di Luciano Salce (1978)
- Il testimone, regia di Jean-Pierre Mocky (1978)
- La vita è bella, regia di Grigori Chukhraj (1979)
- Riavanti... Marsch!, regia di Luciano Salce (1979)
- Gardenia, il giustiziere della mala, regia di Domenico Paolella (1979)
- L'anello matrimoniale, regia di Mauro Ivaldi (1979)
- Rag. Arturo De Fanti, bancario precario, regia di Luciano Salce (1980)
- Io so che tu sai che io so, regia di Alberto Sordi (1982)
- Stangata napoletana (1983)
- Tutti dentro, regia di Alberto Sordi (1984)
- Grandi cacciatori (1988)
- Nosferatu a Venezia (1988)
- Come stanno bene insieme (1989)
- Per sempre, regia di Walter Hugo Khouri (1991)
- Via del Corso (2000)
- Si fa presto a dire amore, regia di Enrico Brignano (2000)
- Segreti di famiglia (Laguna), regia di Dennis Berry (2001)